# Philippe Pradayrol
Philippe Pradayrol (16 de junio de 1966 – 8 de diciembre de 1993) fue un deportista francés que compitió en judo. Ganó una medalla en el Campeonato Mundial de Judo de 1991, y cuatro medallas en el Campeonato Europeo de Judo entre los años 1989 y 1992.
Participó en los Juegos Olímpicos de Barcelona 1992, donde finalizó quinto en la categoría de –60 kg.

## Palmarés internacional
| Campeonato Mundial | Campeonato Mundial     | Campeonato Mundial | Campeonato Mundial |
| Año                | Lugar                  | Medalla            | Categoría          |
| ------------------ | ---------------------- | ------------------ | ------------------ |
| 1991               | Barcelona (España)     | Medalla de bronce  | –60 kg             |
| Campeonato Europeo |                        |                    |                    |
| Año                | Lugar                  | Medalla            | Categoría          |
| 1989               | Helsinki (Finlandia)   | Medalla de bronce  | –60 kg             |
| 1990               | Fráncfort (RFA)        | Medalla de oro     | –60 kg             |
| 1991               | Praga (Checoslovaquia) | Medalla de oro     | –60 kg             |
| 1992               | París (Francia)        | Medalla de plata   | –60 kg             |